# Northern Manufacturing Company
Die Northern Manufacturing Company, ab 1906 Northern Motor Car Company, war ein US-amerikanischer Automobilhersteller der Pionierzeit. Mit Jonathan Dixon Maxwell und Charles Brady King waren zwei führende Automobil- und Motorenkonstrukteure des Landes maßgeblich in das Unternehmen eingebunden. Die Fahrzeuge wiesen innovative Lösungen auf. Der Markenname war Northern.

## Jonathan D. Maxwell

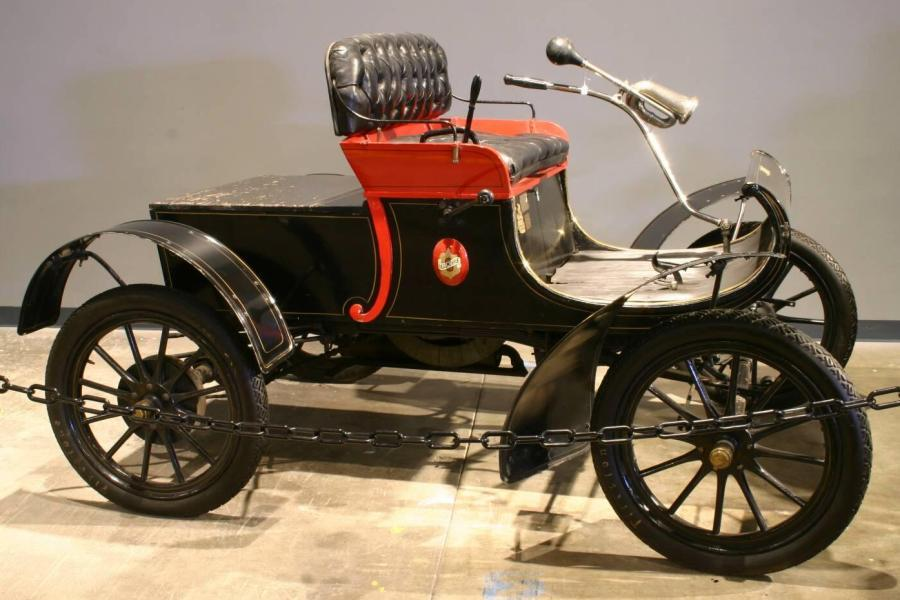
Oldsmobile Curved Dash (1904).

Jonathan D. Maxwell (1864-1928) arbeitete in den frühen 1890er Jahren als Fahrradmechaniker in Elmer Appersons Werkstatt und war 1894 am Bau des Automobils der Apperson-Brüder für Elwood Haynes beteiligt. Aus deren Zusammenarbeit entstand mit der Haynes-Apperson Company einer der ersten kommerziellen Automobilhersteller in den USA. Maxwell wechselte danach zu den Olds Motor Works. Er war insbesondere an der Konstruktion des Einzylindermotors im überaus erfolgreichen Oldsmobile Curved Dash beteiligt. 1903 erfand er die Thermosiphonkühlung, die weite Verbreitung fand. 1904 war er Mitbegründer der Maxwell-Briscoe Motor Company, die den Maxwell herstellte. Dieser wiederum war ein Vorläufer des Chrysler.

## Charles Brady King

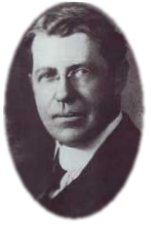
Charles Brady King

Charles B. King (1868–1957) war einer der angesehensten Ingenieure in den USA und gilt als bedeutender Automobilpionier. Er war Organisator mehrerer Vereinigungen, die sich mit dem motorisierten Straßenverkehr befassten. Am ersten offiziellen Autorennen in den USA, dem Chicago Times-Herald contest vom 28. November 1895, war er ein mitfahrender Schiedsrichter. 1896 erregte er Aufmerksamkeit, als er als erster in Detroit sein selber konstruiertes Automobil öffentlich vorführte – drei Monate vor Henry Ford. 1900 verkaufte er seinen Produktionsbetrieb für Bootsmotoren an die Olds Motor Works und leitete ihn danach als Abteilung. Am 9. März 1901 brannten die Olds-Werkanlagen nieder. Das Unternehmen konnte nur einen von mehreren technisch unterschiedlichen Prototypen vor dem Feuer retten. Aus diesem kleinen Runabout mit Einzylindermotor wurde das Modell R entwickelt und noch im gleichen Jahr auf den Markt gebracht. Als Curved Dash wurde es sehr schnell populär. King verließ das Unternehmen kurz nach dem Brand. In der Folge arbeitete er bei Northern, ging 1908 für zwei Jahre nach Europa um den dortigen Automobilbau zu studieren und war danach Chefingenieur und Konstrukteur in der von ihm mitbegründeten King Motor Car Company in Detroit. King reichte seit den 1890er Jahren Patentschriften ein, zunächst für dampfbetriebene Arbeitsgeräte. Er gilt auch als Erfinder des Drucklufthammers. Zu seinen Erfindungen, von denen auch Northern profitierte, gehören auch Fahrzeuggetriebe, Lenkungen und Aufhängungen.

## William E. Metzger
William E. Metzger (1868–1933) eröffnete in den späten 1890er Jahren das vermutlich erste Autohaus in Detroit. Er hatte hervorragende Verbindungen in der Branche. Für die Association of Licensed Automobile Manufacturers (A.L.A.M.) organisierte er die erste Automobilausstellung in Detroit (gleichzeitig die zweite in den USA) sowie auch Autorennen, darunter den historischen Wettkampf zwischen Alexander Winton und Henry Ford, der am 10. Oktober 1901 in Grosse Pointe ausgetragen wurde. 1902 war Metzger einer der Kapitalgeber der Northern Manufacturing Company. Im Januar 1903 nahm er an der New York Automobile Show für Cadillac über 2000 Bestellungen entgegen, was zu seiner Anstellung als Verkaufsleiter führte. Metzger war für die A.L.A.M. auch als Funktionär der Good Roads Bewegung aktiv.

## Weblinks

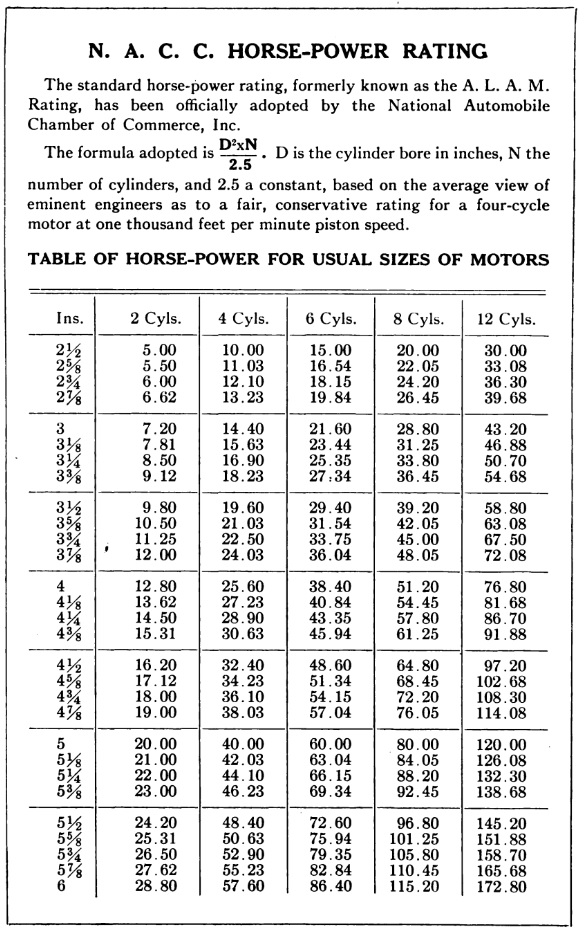
N.A.C.C.-Rating 1916-1917.

## Byron F. Everitt
Byron F. „Barney“ Everitt (1872–?) war ein kanadischstämmiger Wagenbauunternehmer und Karosseriebauer. 1899 eröffnete er in Detroit die B.F. Everitt Company als Kutschen- und Karosseriebaubetrieb und Zulieferer für Innenausstattungen. Das Unternehmen erhielt Bestellungen der Olds Motor Works und von Henry Fords Detroit Automobile Company (DAC). 1908 kaufte Everitt im Rahmen gemeinsamer Pläne mit Metzger und Flanders den mittelgroßen Automobilhersteller Wayne Automobile Company. Frederic J. Fisher, einer der Gründer der Fisher Body Co., war ebenso ein Angestellter wie später Walter O. Briggs. Nach eigenen Aussagen ermutigte Everitt die Fisher-Brüder, sich selbständig zu machen. Ihr Unternehmen wuchs unter General Motors zu einem der größten Karosseriebetriebe der Welt.
Everitt war maßgeblich an der Entwicklung der Everitt-Metzger-Flanders Company beteiligt (Marken E-M-F, Flanders  und Studebaker), die aus Northern hervorging. Nach seinem Ausscheiden war er 1909 ein Mitbegründer der Metzger Motor Car Company, die er aus dem Erlös finanzierte, den aus dem Verkauf der B.F. Everitt Co. an Walter Briggs erzielt hatte. Daraus entstand mit der Briggs Manufacturing Company ein weiterer führender Karosseriebaubetrieb. In der Metzger Motor Car Company entstand ein Personenwagen, der seinen Namen trug. Das Unternehmen wechselte mehrfach seinen Namen und hieß 1912 für kurze Zeit Everitt Motor Car Company. Everitt war später auch Präsident und Geschäftsführer der Rickenbacker Motor Company.

## Walter E. Flanders

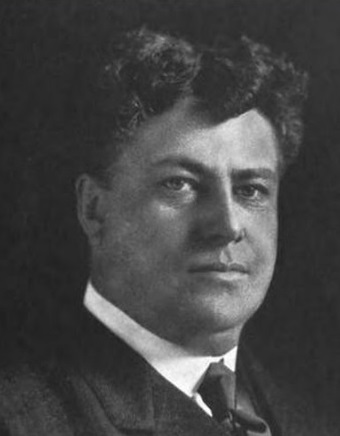
Walter E. Flanders.

Walter E. Flanders (1871-1923) war ein früher Wegbegleiter von Henry Ford. An der erfolgreichen Einrichtung der Produktionsanlagen für den Ford Model T im neuen Werk an der Piquette street in Detroit war Flanders maßgeblich beteiligt. Sein minutiös vorbereiteter Abgang bei Ford am 21. April 1908 und seine unmittelbar darauf folgende Beteiligung an Everitts Wayne Motor Works führte zur Feindschaft mit Henry Ford. Flanders war damit einer der Mitinitianten der E-M-F Company, die aus den Wayne Works gebildet wurde und deren Name aus den Initialen von Everitt, Metzger und Flanders bestand. Flanders wurde der erste Geschäftsführer und er war auch die treibende Kraft hinter der Übernahme von Northern durch Wayne im Oktober 1908. Das Unternehmen bildete eine der Grundlagen für die Automobilproduktion von Studebaker. Walter Flanders blieb nach der Studebaker-Übernahme zunächst bei E-M-F und gründete später die Flanders Motor Company, die Flanders Manufacturing Company und die Flanders Electric Company.
Er verstarb 1923 nach einem Autounfall.

## Unternehmensgeschichte

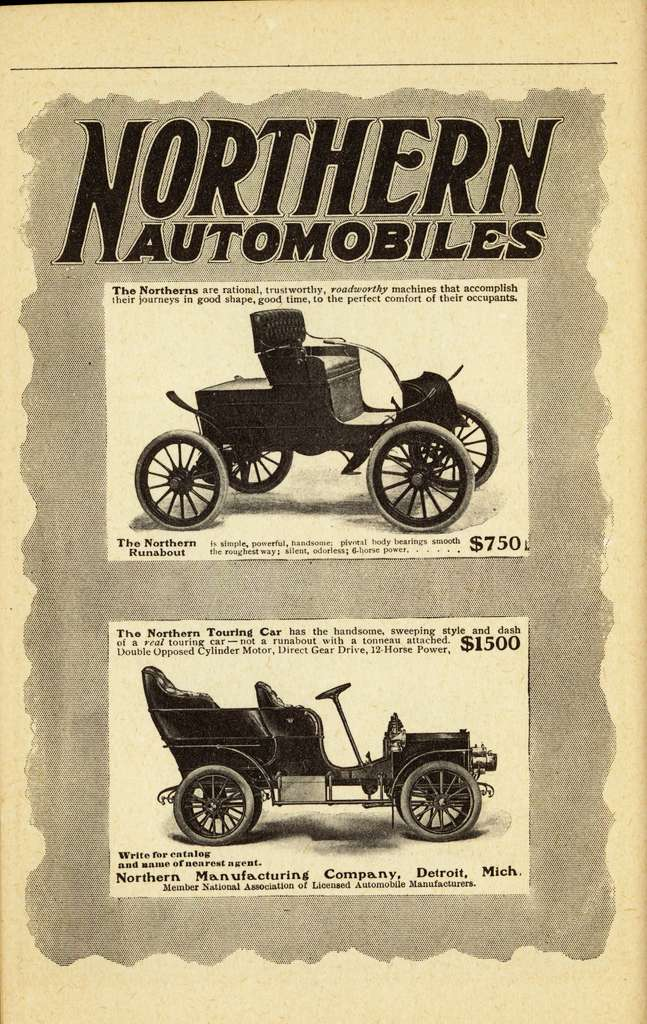
Northern-Anzeige in Frank Leslie’s Popular Monthly vom Januar 1904. Der Touring car erschien als 15 HP für das Modelljahr 1905.

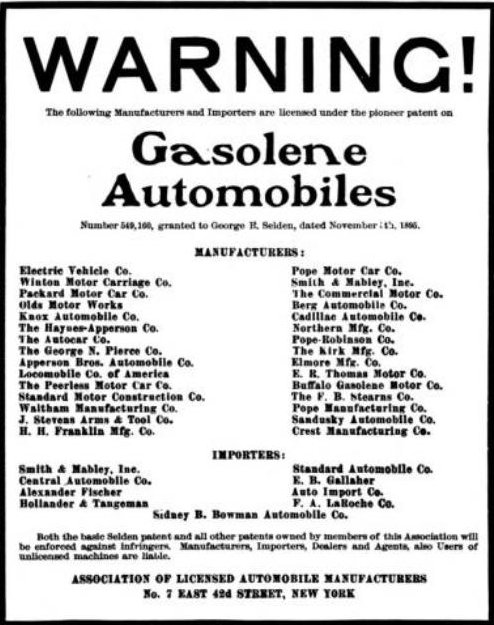
Diese Anzeige der Association Of Licensed Automobile Manufacturers (A.L.A.M.) im Life Magazine von Anfang 1904 warnt vor rechtlichen Konsequenzen beim Erwerb von nicht Selden-lizenzierten Fahrzeuge. Northern war Mitunterzeichner.

Eine Gruppe von Detroiter Investoren um den Industriellen William A. Barbour und den Cadillac-Verkaufsleiter William E. Metzger finanzierte das Unternehmen. Barbour war Eigentümer der Detroit Stove Works, die als größter Ofenhersteller der Welt galten. Auf Metzgers Empfehlung verpflichtete Barbour Jonathan D. Maxwell als Werkleiter und Konstrukteur. Damit war er auch verantwortlich für den ersten Northern, ein Auto, das als „besserer Oldsmobile Curved Dash“ gedacht war und schließlich viele technisch ähnliche Lösungen aufwies. Es wurde 1902 und 1903 auch als Silent Northern vermarktet, eine Bezeichnung, die später auch gelegentlich für die größeren Zweizylindermodelle verwendet wurde. Maxwell wiederum holte Charles B. King als Chefingenieur ins Unternehmen.
Im Frühsommer 1903 wurde Northern Manufacturing in die Association of Licensed Automobile Manufacturers (A.L.A.M.) aufgenommen und damit Lizenznehmerin des Selden-Patents. 1904 verließ Maxwell das Unternehmen, um mit Benjamin Briscoe die Maxwell-Briscoe Motor Company zu gründen. Sein Nachfolger als Chefingenieur wurde Charles King.
Bekannte Markenslogans waren Silent, Safe, And Dustless („Leise, sicher und staubfrei“) oder Utility is the Basis of Beauty, (etwa: „Nutzen ist die Grundlage für Schönheit“).
1906 erfolgte eine Reorganisation als Northern Motor Car Company. Der anhaltende Erfolg erlaubte es, 1907 in Port Huron (Michigan) ein zweites Werk in Betrieb zu nehmen, das ausschließlich den Zweizylinderwagen Type C produzierte. Einzylinder und der neue Vierzylinder wurden weiterhin in Detroit hergestellt.
1908 kam es zu einer komplexen und gut vorbereiteten Folge von Übernahmen. Den Anstoß dazu gab Walter E. Flanders, der eine Automobilproduktion nach der von ihm bei Ford mit entwickelten Fertigungsmethode einrichten wollte. Betroffen war zunächst die erwähnte Wayne Automobile Company in Detroit, die im Juni vom Karosseriebauunternehmer Byron Everitt übernommen wurde; kurz darauf holte er Flanders dazu. Wayne zählte mit ca. 600 produzierten Fahrzeugen im Vorjahr bereits zu den bedeutenderen Herstellern.
Unabhängig davon trennte sich William Metzger nun von Cadillac und erwarb die Mehrheit an Northern. Etwa zu dieser Zeit verließ Charles King das Unternehmen. Am 4. August 1908 wurde die Wayne Automobile Company als Everitt-Metzger-Flanders Company (E-M-F) neu organisiert.
Im Oktober 1908 übernahm E-M-F die Northern Motor Car Company; gemäß einer einzelnen Quelle erfolgte diese Übernahme erst 1909. E-M-F hatte seinen Sitz in den ehemaligen Wayne Anlagen an der Piquette Street in Detroit, in unmittelbarer Nähe von Flanders’ früherer Wirkungsstätte, Fords Montagewerk für den Model T. Daneben wurden auch die Northern-Werke in Detroit und Port Huron weiter genutzt. Die Marken Northern und Wayne wurden 1908 eingestellt.
Die neuen Eigentümer Everitt, Metzger und Flanders bildeten ein Team, das nach E-M-F weitere Automarken etablierte.

## Technik

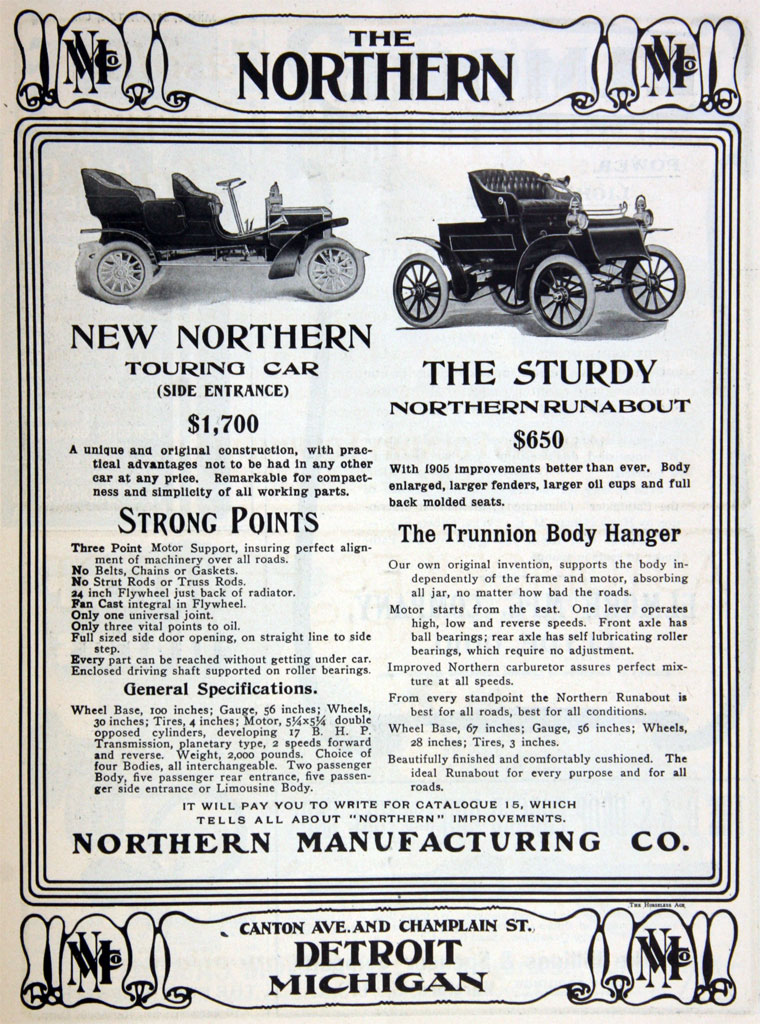
Anzeige vom Januar 1905 für Touring car (17 HP) und Runabout (7 HP) mit technischen Details.

### Das Northern Runabout

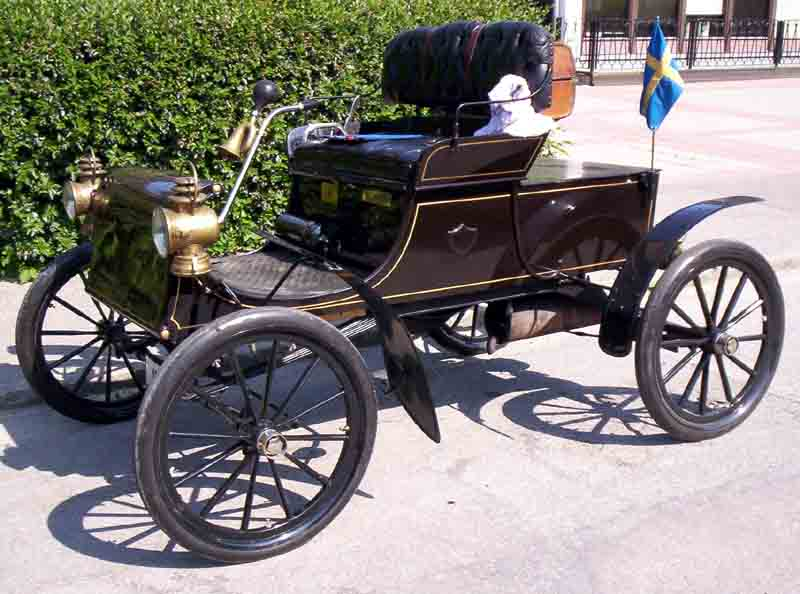
Silent Northern Runabout (1902).

Der Einzylinderwagen war bei der Markteinführung das einzige Modell des Herstellers. Jonathan Maxwell gilt als Konstrukteur des Einzylindermotors im Oldsmobile Curved Dash und ließ seine Erfahrungen mit diesem Erfolgsmodell einfließen. Es gelang ihm, mit seinem Entwurf die Marke Northern zu etablieren und die Basis für das Ansehen des Unternehmens zu legen. Das in der Werbung oft nur Northern Runabout genannte Fahrzeug war ein sorgfältig gebautes Automobil mit sowohl konventionellen wie auch innovativen Detaillösungen. So waren der unter dem Fahrersitz eingebaute Motor, das Zweigang-Planetengetriebe mit Rückwärtsgang und einer einzelnen, mittig zur Hinterachse geführten Antriebskette typisch für solche Runabouts. Gelenkt wurde noch mit einem Hebel. Konstruktive Besonderheiten waren Fahrgestell-Längsträger in Form langer Blattfedern, wie sie schon im Curved Dash verwendet worden waren, und ein Hilfsrahmen, der die Karosserie trug. Die Befestigung am Fahrgestell erfolgte mittels einer von Northern patentierten Vorrichtung an nur vier Punkten. Northern versprach sich von dieser Bauweise einen höheren Fahrkomfort.
Das Unternehmen legte großen Wert auf eine Vereinfachung der Fahrzeugbedienung. Während Charles King mit den größeren Modellen radikale Wege beschritt, finden sich Ansätze in diese Richtung bereits am Runabout. Erstmals belegt sind sie ab 1905, doch wurden sie möglicherweise schon früher von Maxwell angewendet.
Ab 1905 war eine zweite, rückwärts gerichtete Sitzbank erhältlich. Weitere Karosserievarianten scheint es nicht gegeben zu haben. Das Fahrzeug wurde nacheinander als 5 HP, 6½ HP, 7 HP und Model B angeboten; auch die Bezeichnung 6 HP wird von einer zeitgenössischen Quelle genannt. Im Zuge der Modellpflege wuchs der Radstand von 68 auf 70 und schließlich auf 88 Zoll (1727, 1778 resp. 2235 mm). Ähnlich wie später bei Ford gelang es auch der Northern Manufacturing Company, ihr Produkt mit der Zeit preiswerter anzubieten. So sank der Preis von ursprünglich US$ 800,- auf US$ 750,- und schließlich US$ 650,-. Ein Curved Dash kostete in den meisten Produktionsjahren US$ 650,--. Oldsmobile-Kunden profitierten aber auch vom wohl besten Vertriebsnetz dieser Zeit.
Die Einzylindermodelle blieben durchgehend und ohne wesentliche Neuerungen im Programm. Je nach Quelle endete die Produktion 1907 oder 1908. Spätestens 1907 war das Konzept solcher Runabouts technisch überholt. Ob vor der Fusion mit Wayne an einem moderneren Nachfolger gearbeitet wurde, ist nicht bekannt.

### Innovative Zwei- und Vierzylindermodelle

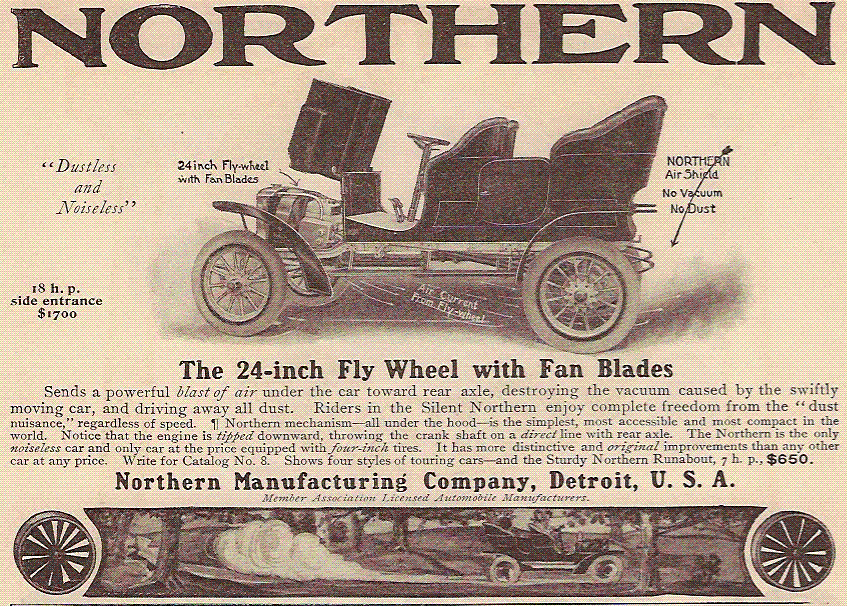
Northern 15 HP HP „Touring car“ mit offener Motorhaube. Man beachte die rückwärts geneigte Position des Motors, die eine gerade Verbindung zur Kardanwelle gewährleisten sollte (1905).

Unter Charles Kings Verantwortung entstanden größere und sehr moderne Zwei- und Vierzylindermodelle, die parallel zum Runabout gebaut wurden. Die Einführung des 15 HP (angekündigt als 12 HP) erfolgte 1904 für das Modelljahr 1905. Die Zweizylinder blieben bis zur Auflösung des Unternehmens im Programm. Zu ihren Besonderheiten gehörten die bemerkenswert frühe Einführung von Lenkrädern, Kardanantrieb, Linkslenkung und die möglicherweise erstmalige Anwendung einer Dreipunktaufhängung des Motors im Fahrgestell. Durch die nach hinten geneigte Position des Motors wurde eine bessere Kraftübertragung auf die Kardanwelle erreicht. Zumindest für frühe Zweizylindermodelle wie den 15 HP ist eine kuriose Vorrichtung belegt, die den Straßenstaub unter dem Fahrzeug nach hinten blasen und damit von den Passagieren fernhalten sollte. Dazu erhielt der Motor ein besonders großes Schwungrad, das nicht nur zu mehr Laufruhe beitrug, sondern auch die Aufgabe eines Gebläses übernehmen sollte. Dazu war die Rückseite als Ventilatorscheibe geformt.
Die Zweizylindermodelle gehören zu den ersten Automobilen, bei denen Motor und Getriebe zusammengeflanscht waren; üblicherweise waren damals beide Komponenten getrennt im Fahrgestell angebracht und über eine Welle miteinander verbunden. Alternativ gab es auch mit dem Getriebe verblockte Hinterachsen; diese Lösung verwendete Northern bei den Vierzylindermodellen.
King strebte in diesen größeren Modellen eine weiterreichende Vereinfachung der Fahrzeugbedienung an. Sowohl die Zwei- wie die Vierzylinderwagen kamen ohne die üblichen Schalt- und Handbremshebel außen am Fahrzeug aus. Beschleunigt und gebremst wurden sie mit einem kombinierten Handhebel an der Lenksäule. Für die Hilfsbremse und den Rückwärtsgang gab es zumindest in den Modellen K und L ein Pedal. Die Kupplungsbetätigung beim Zweizylinder ist unklar. Diese Fahrzeuge hatten Planetengetriebe, sodass eine ähnliche Lösung wie beim Ford Modell T naheliegt. Es scheint, dass in der Model C Limousine von 1908 sämtliche Bedienelemente an die Lenksäule gelegt werden konnten.
Die Vierzylinder waren Oberklasse-Fahrzeuge, mit denen die Produktpalette erweitert wurde. Sie erhielten konventionelle Dreigang-Schaltgetriebe. Eine mit Luftdruck betätigte Kupplung muss eine große Erleichterung für den Fahrer gewesen sein; die damaligen Vorrichtungen galten als schwer zu bedienen und benötigten viel Kraft. Diese Northern-Kupplungen mussten überdies nach eigenen Angaben nicht nachgestellt werden. Zudem gab es eine ebenfalls pneumatisch betätigte Bremse, die „interaktiv“ mit dem Gashebel (von Hand) bedient wurde, sowie einen Kompressor zum Aufpumpen der Reifen. Die Pneumatik beruhte auf Patenten von King. Der Motor wurde mit einer mechanischen Ratsche statt mit einer Anlasskurbel gestartet.

## Schwedische Lizenzproduktion
Der schwedische Fahrzeug- und Rollmaterialhersteller AB Södertälje Verkstäder in Södertälje produzierte von 1902 bis 1906 eine Lizenzversion des Silent Northern unter dem Markennamen Norden. Diese Fahrzeuge hatten eine zusätzliche Sitzbank, auf der die Passagiere mit dem Rücken zur Fahrtrichtung saßen. Zuvor hatte das Unternehmen den Helios hergestellt.

## Modellübersicht
| Modell               | Bj.  | Motor      | Hubraum c.i./cm³ | Leistung HP A.L.A.M. oder bhp | Radstand Zoll / mm              | Karosserie                             | Preise US$    | Bemerkungen                       |
| -------------------- | ---- | ---------- | ---------------- | ----------------------------- | ------------------------------- | -------------------------------------- | ------------- | --------------------------------- |
| Silent Northern 5 HP | 1902 | 1 sv       |                  | 5 HP                          | 68 / 1727                       | Runabout                               | 800,-         | [ 2 ]                             |
| Silent Northern 5 HP | 1903 | 1 sv       |                  | 5 HP                          | 68 / 1727                       | Runabout                               | 800,-         | [ 2 ]                             |
| 6½ HP                | 1904 | 1 sv       |                  | 6½ HP                         | 68 / 1727 67 / 1702             | Runabout, 2 Pl.                        | 750,-         | A.L.A.M.-Jahrbuch: 67 Zoll        |
| 12 HP                | 1904 | 2 sv Boxer |                  | 12 HP                         |                                 | Tonneau                                | 1500,-        | [ 22 ]                            |
| 15 HP                | 1904 | 2 sv Boxer |                  | 15 bhp                        | 88 / 2235                       | Touring, 5 Pl.                         | 1500,-        | [ 2 ] [ 23 ]                      |
| 15 HP                | 1904 | 2 sv Boxer |                  | 15 bhp                        | 88 / 2235                       | Tonneau, 5 Pl.                         | 1500,- 1700,- | mit festem Dach                   |
| 7 HP                 | 1905 | 1 sv       | 106,3 / 1744     | 7 HP                          | 70 / 1778                       | Runabout, 2 Pl.                        | 650,-         | [ 2 ]                             |
| 17 HP                | 1905 | 2 sv Boxer |                  | 17 HP                         | 100 / 2540                      | Touring, 5 Pl.                         | 1700,-        | [ 2 ]                             |
| 17 HP                | 1905 | 2 sv Boxer |                  | 17 HP                         | 102 / 2591                      | Chauffeur-Lim., 5 Pl.                  | 2500,-        | [ 2 ]                             |
| 18 HP                | 1905 | 2 sv Boxer |                  | 18 HP                         | 88 / 2235                       | Runabout, 2 Pl.                        | 1500,-        | Bezeichnet als „2-pass. Touring“. |
| 7 HP Type A          | 1906 | 1 sv       | 106,3 / 1744     | 7 HP                          | 70 / 1778                       | Runabout, 2 Pl.                        | 650,-         | [ 2 ] [ 25 ]                      |
| 20 HP Type C         | 1906 | 2 sv Boxer | 249,5 / 4088     | 20 HP                         | 88 / 2235 100 / 2540 106 / 2692 | Runabout, 2 Pl.                        | 1650,-        | [ 2 ] [ 26 ] [ 26 ] [ 26 ]        |
| 20 HP Type C         | 1906 | 2 sv Boxer | 249,5 / 4088     | 20 HP                         | 106 / 2692                      | Touring, 5 Pl.                         | 800,-         | [ 2 ] [ Anm. 2 ]                  |
| 20 HP Type C         | 1906 | 2 sv Boxer | 249,5 / 4088     | 20 HP                         | 106 / 2692                      | Chauffeur-Lim., 4/5 Pl.                | 2800,-        | [ 2 ]                             |
| 20 HP Type C         | 1906 | 2 sv Boxer | 249,5 / 4088     | 20 HP                         | 106 / 2692                      | Delivery Van 1200 l                    | 1600,-        | [ 27 ] [ 28 ]                     |
| 30 HP Type K         | 1906 | 4 sv       | 318,1 / 5313     | 30 HP                         | 112 / 2844                      | Touring, 5 Pl.                         | 3000,-        | [ 2 ]                             |
| 7 HP Type B          | 1907 | 1 sv       | 106,3 / 1744     | 7 HP                          | 70 / 1778                       | Runabout, 2 Pl.                        | 650,-         | [ 2 ]                             |
| 20 HP Type C         | 1907 | 2 sv Boxer | 249,5 / 4088     | 20 HP                         | 88 / 2235                       | Runabout, 2 Pl.                        | 1600,-        | [ 2 ]                             |
| 20 HP Type C         | 1907 | 2 sv Boxer | 249,5 / 4088     | 20 HP                         | 100 / 2540                      | Touring, 5 Pl.                         | 1700,-        | [ 2 ]                             |
| 20 HP Type C         | 1907 | 2 sv Boxer | 249,5 / 4088     | 20 HP                         | 106 / 2692                      | Touring, 5 Pl.                         | 1800,-        | [ 2 ]                             |
| 20 HP Type C         | 1907 | 2 sv Boxer | 249,5 / 4088     | 20 HP                         | 106 / 2692                      | Chauffeur-Lim., 5 Pl.                  | 3000,-        | [ 2 ]                             |
| 20 HP Type C         | 1907 | 2 sv Boxer | 249,5 / 4088     | 20 HP                         | 106 / 2692                      | Delivery Van 1200 lb                   | 1600,-        | [ 27 ] [ 28 ]                     |
| 50 HP Type L         | 1907 | 4 sv       | 432,0 / 7079     | 50 HP                         | 119 / 3023                      | Runabout, 2 Pl.                        | 3500,-        | [ 2 ]                             |
| 50 HP Type L         | 1907 | 4 sv       | 432,0 / 7079     | 50 HP                         | 119 / 3023                      | Touring, 6 Pl.                         | 3500,-        | [ 2 ]                             |
| 50 HP Type L         | 1907 | 4 sv       | 432,0 / 7079     | 50 HP                         | 119 / 3023                      | Chauffeur-Lim., 6 Pl.                  | 4500,-        | [ 2 ]                             |
| 7 HP Type B          | 1908 | 1 sv       | 106,3 / 1744     | 7 HP                          | 90 / 2286                       | Runabout                               | 650,-         | [ 2 ]                             |
| 24 HP Type C         | 1908 | 2 sv Boxer | 261,4 / 4283     | 24 HP                         | 100 / 2540                      | Roadster                               | 1600,-        | [ 2 ]                             |
| 24 HP Type C         | 1908 | 2 sv Boxer | 261,4 / 4283     | 24 HP                         | 106 / 2692                      | Touring                                | 1600,-        | [ 2 ]                             |
| 24 HP Type C         | 1908 | 2 sv Boxer | 261,4 / 4283     | 24 HP                         | 106 / 2692                      | Chauffeur-Lim.                         | 2800,-        | [ 2 ]                             |
| 24 HP Type C         | 1908 | 2 sv Boxer | 261,4 / 4283     | 24 HP                         | 106 / 2692                      | Delivery Van 1200 lb                   | 1600,-        | [ 27 ] [ 28 ]                     |
| 40 HP Type L         | 1908 | 4 sv       | 392,7 / 6435     | 40 HP                         | 119 / 3023                      | Roadster, 2 Pl.                        | 3500,-        | [ 2 ]                             |
| 40 HP Type L         | 1908 | 4 sv       | 392,7 / 6435     | 40 HP                         | 119 / 3023                      | Touring, 7 Pl. Herstellerbez.: Tonneau | 3500,-        | vgl. Karosserie.                  |

Die Hubraumangabe des Type C von 1908 ist interpretiert. Vgl. dazu Northern Type C #Hubraum und Motorleistung.
Aufgrund von Rundungen in den Quellen kann es bei der Berechnung des Hubraums zu Scheingenauigkeit kommen.
Die Angaben in dieser Tabelle wurden aus mehreren Quellen zusammengestellt und teilweise umgerechnet. Sie beruhen auf dem von der Association of Licensed Automobile Manufacturers entwickelten A.L.A.M.-Rating, das identisch mit dem britischen RAC Horsepower ist.

## Nutzfahrzeuge
Ab Werk wurden nur von den Zweizylindermodellen Nutzfahrzeug-Versionen angeboten. Bekannt ist ein geschlossener Lieferwagen, der von 1906 bis 1908 als Northern 18 HP wie auch als Nachfolger Model C verkauft wurde.

## Northern heute

Oft am London to Brighton Veteran Car Run zu sehen (hier 2009): Northern 6½ HP Runabout mit korrekter Lackierung in Crimson red (1904).

Einige wenige Northern-Fahrzeuge sind erhalten geblieben. Bekannt sind Runabouts mit den Fahrgestellnummern 1512 (1903), 1801 und 2181 (beide 1904). Ein  6½ HP Runabout von 1904 nimmt regelmäßig am London Brighton Run teil. Möglicherweise handelt es sich um Fahrzeug Nr. 1801 oder 2181, von denen eine solche Teilnahme belegt ist.
Beim oben abgebildeten, schwarz lackierten Exemplar in Schweden könnte es sich auch um einen Norden handeln.
Bekannt sind ferner je ein 18 HP und ein Model C, die auf 1904 respektive 1908 datiert worden sind.
Bislang sind keine erhaltenen Vierzylindermodelle bekannt.